# Chaetostoma glaziovii
Chaetostoma glaziovii är en tvåhjärtbladig växtart som beskrevs av Célestin Alfred Cogniaux. Chaetostoma glaziovii ingår i släktet Chaetostoma och familjen Melastomataceae. Inga underarter finns listade i Catalogue of Life.